# Štefan
Štefan je mužské křestní jméno, slovenská obdoba jména Štěpán. Původ má v řeckém Στεφανος (Stefanos), znamenající věnec, koruna.
Podle českého kalendáře má svátek 9. října, podle slovenskeho kalendáře 26. prosince.

## Statistické údaje
Následující tabulka uvádí četnost jména v ČR a pořadí mezi mužskými jmény ve srovnání dvou roků, pro které jsou dostupné údaje MV ČR – lze z ní tedy vysledovat trend v užívání tohoto jména:
| Rok       | Četnost    | Pořadí   |
| 1999      | 12554      | 58.      |
| 2002      | 12188      | 59.      |
| Porovnání | o 366 méně | o 1 hůře |
| 2006      | 12029      | 63.      |

Změna procentního zastoupení tohoto jména mezi žijícími muži v ČR (tj. procentní změna se započítáním celkového úbytku mužů v ČR za sledované tři roky 1999-2002) je -2,2%.

## Známí nositelé jména
- Štefan Füle – ministr bez portfeje, pro evropské záležitosti
- Štefan Luby – slovenský právník
- Štefan Margita – operní pěvec
- Štefan Kvietik – slovenský herec
- Štefan Kaleta – velitel pozemních sil
- Štefan Pčelár – finalista Superstar 2013

fiktivní postavy
- pilot Štefan – postava z filmu 'Vesničko má středisková z roku 1985

## Štefan jako příjmení
- Benignus Štefan (1918–1943) – československý pilot RAF
- Břetislav Štefan (* 1978) – český politik a archivář, starosta městské části Brno-Líšeň
- Iveta Štefanová (* 1983) – česká politička hnutí SPD, poslankyně
- Jan Štefan (* 1958) – český duchovní a teolog
- Ľuboš Štefan – slovenský fotbalista, syn Ľudovíta
- Ľudovít Štefan – slovenský fotbalista, otec Ľuboše
- Ondřej Štefan (* koncem 20. let 16. stol. – 1577) – biskup Jednoty bratrské
- Patrik Štefan – český hokejista
- Augustin Štefan (1877–1944) – československý politik rusínské národnosti
- Augustin Omeljanovyč Štefan (1893–1986) – učitel, novinář. advokát, předseda Sněmu Karpatské Ukrajiny.